# Pavol Majerník
Pavol Majerník (* 31. prosince 1978, ve Vrbovém) je slovenský fotbalový obránce, v současnosti působící v klubu FC ViOn Zlaté Moravce.

## Fotbalová kariéra
Svoji fotbalovou kariéru začal tento obránce v ŠKP Dúbravka. Mezi jeho další působiště patří:ŠK SFM Senec, FC Steel Trans Ličartovce, MFK Košice, Olympiakos Volou 1937 F.C. a FC ViOn Zlaté Moravce. Ve Zlatých Moravcích je kapitánem.